# Maria Johansson
Maria Gunilla Johansson Tovle, född 7 april 1956 i Brännkyrka församling, Stockholm, är en svensk före detta skådespelare, regissör och professor i konstnärlig forskning vid Stockholms dramatiska högskola.
Johansson är främst känd för barnrollen som Tjorven i Olle Hellboms TV-serie och filmer om livet på den fiktiva ön Saltkråkan. Hon slutade verka som skådespelare 1998.

## Biografi

### Tidiga år
Som fyraåring deltog Johansson i en teaterkurs, i lekteater där hennes storasyster gick; trots femårsgränsen tjatade hon sig till att få vara med. Den äldre systern hade fått delta i barnprogrammet Sigges cirkus, och det ville Maria också få göra. Någon Sigges cirkus blev det inte, men hon uppmärksammade att man sökte barn till en TV-serie med namnet Vi på Saltkråkan. Hon provfilmade och fick den önskade rollen som Tjorven, vilken blev hennes stora genombrott. Hon spelade även Tjorven i senare filmatiseringar om Saltkråkan som Olle Hellbom regisserade.
Kändisskapet fick henne att tveka innan hon beslöt sig för att bli skådespelare. En tid arbetade hon som statist och bakom kulisserna på Dramaten.

### Senare filmkarriär
Johansson började 1978 studera vid Teaterhögskolan i Stockholm, där hon utexaminerades tre år senare. Hon har studerat skådespelares yrkeskunnande vid Södertörns högskola och var Stockholms dramatiska högskolas första doktorand.
Efter avslutad utbildning gjorde Maria Johansson den uppmärksammade rollen som den rullstolsburna flickan Anna i Den enfaldige mördaren (1982). Hon arbetade som skådespelare i tjugo års tid.
Under senare år har Johansson agerat och regisserat teater. Under 1990-talet arbetade hon ibland ihop med scenskolekamraten Sissela Kyle, bland annat på barnserien Tjat om mat (1991 och 1993). De gjorde 1995 humorsketcher tillsammans för TV 1000, under namnet Grisen och Britt-Marie.

### Senare år
År 1998, efter en roll i tv-serien Skärgårdsdoktorn, var hon trött på att ständigt bli bedömd och bestämde sig för att lämna skådespelaryrket. Därefter började hon verka som regissör, och år 2000 blev hon regissör vid Göteborgsoperan.
Den 29 juni 2006 var Maria Johansson sommarvärd i Sveriges Radio.
Den 1 juni 2012 disputerade Johansson på avhandlingen Skådespelarens praktiska kunskap vid Universitetet i Nordland i Bodø, Norge. Avhandlingens ämne hade sin grund i hennes vilja att gå inunder den ytliga bild – som glamouröst, skandalöst och mystiskt – som skådespelaryrket skildras i allmänhet.
År 2013 utnämndes hon till professor i konstnärlig forskning – inriktning skådespeleri vid Stockholms dramatiska högskola.

## Privatliv
Maria Johansson har fått två barn (söner) och har en särbo. Barnen arbetar som fotograf respektive med möbeldesign. Hon bodde 2016 i Stockholm.

## Verk

### Filmografi i urval
- 1964 – Vi på Saltkråkan (TV-serie)
- 1964 – Tjorven, Båtsman och Moses
- 1965 – Tjorven och Skrållan
- 1966 – Tjorven och Mysak
- 1967 – Skrållan, Ruskprick och Knorrhane
- 1981 – Operation Leo
- 1981 – Tuppen
- 1982 – Den enfaldige mördaren
- 1987 – Daghemmet Lyckan (TV-serie)
- 1988 – Liv i luckan med julkalendern (TV-serie)
- 1988 – Behöriga äga ej tillträde
- 1988 – Guld! (TV-serie)
- 1993–1997 – Snoken (TV-serie)
- 1996 – Juloratoriet
- 1998 – Glöm inte mamma! (TV-serie)
- 1998 – Skärgårdsdoktorn (TV-serie)

### Roller (ej komplett)
| År   | Roll | Produktion                                        | Regi               | Teater      |
| ---- | ---- | ------------------------------------------------- | ------------------ | ----------- |
| 1980 |      | Tolvskillingsoperan Bertolt Brecht och Kurt Weill | Lars Göran Carlson | Parkteatern |